# John Hardie
Pas d'image ? Cliquez ici

a Compétitions nationales et continentales officielles uniquement.

b Matchs officiels uniquement.
Dernière mise à jour le 1 mars 2025.
John I. Hardie, né le 27 juillet 1988 à Lumsden (Île du Sud, Nouvelle-Zélande), est un joueur international écossais de rugby à XV évoluant au poste de troisième ligne aile (1,83 m pour 103 kg). Il joue au sein de la franchise d'Édimbourg Rugby dans le Pro 12 entre 2015 et 2018, ainsi qu'en équipe d'Écosse depuis 2015.

## Biographie
Champion du monde des moins de 19 ans avec l'équipe de Nouvelle-Zélande en 2007, il fait ses débuts avec l'équipe de Southland en ITM Cup en 2008. Il est sélectionné par l'équipe des Highlanders, qui joue le Super 14, en 2010. Il excelle en défense : en 2013, il est le meilleur plaqueur de son équipe.
Bien que n'ayant jamais vécu en Écosse, Hardie satisfait les conditions de sélection en équipe d'Écosse car il possède au moins un grand-parent en étant originaire. Il est ainsi sélectionné pour la Coupe du monde 2015, causant une certaine controverse : Hardie n'a jamais vécu en Écosse, n'est arrivé que cinq semaines avant sa sélection, et n'a jamais caché sa préférence pour le maillot All Black. De plus, il n'a joué que 57 minutes en équipe nationale, et devance deux joueurs en forme : Blair Cowan et John Barclay, dont les performances au cours des matchs de préparation ont été remarquées. Il obtient sa première cape internationale le 22 août 2015 à l'occasion d'un match contre l'équipe d'Italie à Turin (Italie).

## Palmarès

### En club
- Vainqueur du Super Rugby en 2015 avec les Highlanders.

## Statistiques en équipe nationale
- 16 sélections (13 fois titulaire, 3 fois remplaçant)
- 15 points (3 essais)
- Sélections par année : 5 en 2015, 8 en 2016, 3 en 2017
- Tournoi des Six Nations disputé : 2016, 2017

En Coupe du monde :
- 2015 : 3 sélections (Japon, Samoa, Australie)